# Церковье (Гомельский район)
Церковье (бел. Царко́ўе) — посёлок в Поколюбичском сельсовете Гомельского района Гомельской области Республики Беларусь.

## География

### Расположение
В 2 км от железнодорожной станции Костюковка (на линии Жлобин — Гомель), 5 км на север от Гомеля.

## Транспортная сеть
Транспортные связи по просёлочной дороге, затем по шоссе Довск — Гомель. Планировка состоит из прямолинейной меридиональной улицы, застроенной деревянными домами.

## История
Основан в начале XX века переселенцами из соседних деревень. В 1926 году в Лопатинском сельсовете. В 1931 году жители вступили в колхоз. В 1959 году в составе коллективно-долевого хозяйства «Лопатинское» (центр — деревня Лопатино).

## Население

### Численность
- 2004 год — 37 хозяйств, 79 жителей.

### Динамика
- 1926 год — 21 двор, 135 жителей.
- 1959 год — 156 жителей (согласно переписи).
- 2004 год — 37 хозяйств, 79 жителей.

## Известные уроженцы
- М. И. Бырков — лауреат Государственной премии Беларуси.